# Костёл Рождества Пресвятой Девы Марии (Заславль)
Костёл Рождества Пресвятой Девы Марии — католический храм, находящийся на Рыночной площади в историческом центре города Заславля, Белоруссия. Относится к архиепархиальному (минскому) деканату Минско-Могилёвского архидиоцеза. Памятник архитектуры барокко, построен в 1774 году, перестроен в 1868 году. Включён в Государственный список историко-культурных ценностей Республики Беларусь (код 613Г000328).

## История
Храм был возведён в 1774 году на месте старой деревянной церкви 1627 года постройки. Новая церковь строилась как главный католический храм города по инициативе Антония Пшездецкого, владельца Заславльского графства.
Во второй половине XIX века храм был закрыт российскими властями, переосвящён в православную церковь и значительно перестроен. По просьбе местных жителей в храме сохранили старинный образ Богоматери, украшавший главный алтарь. Неизменным осталось и название храма — Рождества Богородицы.
Православная церковь в помещении католического храма действовала до 1941 года. Во время Второй мировой войны здание было серьёзно повреждено.
В 1998 году храм возвращён католикам. Реставрационные работы, начатые в конце 90-х годов XX века, продолжаются в настоящее время. В 2007—2008 году был отреставрирован интерьер храма.
В 1851 году на католическом кладбище близ храма похоронен Ян-Борейко Ходзько (1777—1851) —  юрист, литератор и общественный деятель первой половины XIX века. Наиболее известные его произведения — комедия «Освобожденная Литва, или переход через Неман» (1812) и  сборник рассказов о Белоруссии «Пан Ян из Свислочи, странствующий торговец» (1821), рекомендованный руководством Виленского университета для изучения в приходских училищах. Сочинение было настолько популярным, что в истории культуры Белоруссии, Литвы и Польши за Яном Ходзько прочно закрепилось втрое — поэтическое имя — «Пан Ян из Свислочи». У Яна Ходьки было шестеро сыновей и все они оставили след в истории.

## Архитектура
Храм возведён в стиле позднего барокко. В нижней части храма, под алтарём, находилась усыпальница семьи Пшездецких, владевших Заславлем в XVIII—XIX веках.
Храм Рождества Пресвятой Девы Марии — однонефный, с полукруглой апсидой и двумя ризницами. Стены храма достигают толщины 2 метров.

## Источник
- Мащенко С. Н. Минск и окрестности. — Минск: Вышэйшая школа, 2008.